# 活水女子短期大学
活水女子短期大学（日语：／ Kassui Joshi Tanki Daigaku *），简称活短（かつたん），是过去一所位于日本长崎县长崎市的私立短期大学。

## 概要

### 简介
- 学校最早可以追溯到1879年[1]。短期大学为于1950年开办[1]、由学校法人活水学院经营。来源于美国人传教士伊丽莎白罗素[注 7]创立的活水女学校、由于教育的基础是基督教。招生到2003年[2]、停办于2005年。

### 历史
- 1950年 活水女子短期大学成立并同时设置两个学科即美英文科、家政科[1]。
- 1954年 专科三个专攻即音乐专攻、英文专攻、食物专攻成立[3]。
- 1955年 音乐科成立[2]。
- 1956年 今年3月31日专科音乐专攻停办[3]。
- 1968年 音乐科分离为两个专攻即器乐专攻、声乐专攻（各自专攻招生到1993年、正式停办于1996年5月28日）[2]。家政科分离为两个专攻即家政专攻和食物专攻[2]。
- 1977年 日本文学科成立（招生到1995年、正式停办于1997年5月30日[2]）[1]。
- 1983年 今年3月31日专科英文专攻停办[3]。
- 1991年 家政科改名为生活学科及家政专攻改名为生活专攻、食物专攻改名为食物营养专攻（各自专攻招生到于2001年）[2]。
- 2001年 英文科改名为英语科[2]。
- 2003年 短期大学招生最后、次年停止招生[2]。
- 2005年 停办[1]。

### 宪章
- 请参看前活水女子短期大学的标志 （页面存档备份，存于） （日語） 2014年2月2日阅览。

## 学校环境
- 校区：在了长崎县长崎市

## 组织

### 学科
- 英语科
- 生活学科

### 前学科
- 英文科[注 1]
- 生活学科
  - 生活专攻[注 2]
  - 食物营养专攻[注 2]
- 音乐科[注 3]
  - 器乐专攻[注 3]
  - 声乐专攻[注 3]
- 日本文学科[注 4]

### 专科
| - 音乐专攻 - 英文专攻 - 食物专攻 |

### 业余课程
| - 没有 |

## 相关链接
- 日本短期大学列表